# Kuckucksjahre
Kuckucksjahre ist ein 1967 entstandenes Zeitbild von George Moorse mit Rolf Zacher in der Hauptrolle.

## Handlung
Im Zentrum der Handlung stehen Alltagsbetrachtungen der überwiegend jungen Protagonisten. Lebemensch und Müßiggänger Hans lebt in den Tag hinein, findet aber an seinen vom hedonistischem Denken geleiteten Erlebnissen kein Vergnügen mehr. Erfolgsmensch Ardy taugt nur vorübergehend zu Hans’ Idol. Petra plant, Hans zu verlassen, sollte er seinen Dolce-far-niente-Lebensstil aufgeben wollen. Sybille liebt Hans wie auch Ardy. Der verlässt seine Freundin Diane und geht mit Astrid fort. In seinen Momenten der Sinnsuche kann auch die ältere Generation, etwa seine Mutter, eine Ärztin, und der Philosoph Ernst Franken, keine Antworten auf Hans’ Sinnsuche-Fragen geben. So beginnt sich Hans in seinen „Kuckucksjahren“ an seinen eigenen Erfahrungen zu orientieren, um als Journalist eine Richtschnur für sein zukünftiges Leben zu finden.

## Produktionsnotizen
Kuckucksjahre entstand im April und Mai 1967 in Deutschland und der Schweiz und wurde am 7. November 1967 im Hamburger Passage-Kino uraufgeführt. Am 24. Oktober 1970 wurde der Film im ZDF erstmals im Fernsehen gezeigt.
Gert Möbius (* 1943), der Bruder des Musikers Rio Reiser, übernahm die Ausstattung und die Kostüme. Der 17-jährige Ralph Möbius alias Rio Reiser war ebenfalls minimal an dieser Produktion beteiligt: Er bemalte teure, im KaDeWe gekaufte Schinkel-Tassen mit der Vietcong-Flagge.
Wolfgang Petersen und Daniel Schmid waren Moorses Regieassistenten. Nebendarstellerin Magda von Arent war die Tochter von Reichsbühnenbildner Benno von Arent.

## Kritik
Das Lexikon des Internationalen Films konstatierte: „Der hervorragend fotografierte Film will Lebensgefühl und Unbehagen der jungen Generation der 60er Jahre darstellen, ist aber weniger kritisch als auf Gags bedacht inszeniert.“